# Dubai Darts Masters 2015
De Dubai Darts Masters 2015 was de derde editie van de Dubai Darts Masters. Het toernooi was onderdeel van de World Series of Darts. Het toernooi werd gehouden van 28 tot 29 mei 2015 in het Dubai Tennis Centre, Dubai. Michael van Gerwen was de titelverdediger, en won al de derde editie van de Dubai Darts Masters op rij door in de finale met 11-8 te winnen van Phil Taylor

## Deelnemers
In tegenstelling tot andere World Series of Darts toernooien, doen er in de Dubai Darts Masters geen regionale qualifiers mee. Het deelnemersveld bestaat hier dan ook slechts uit 8 spelers, in plaats van de gebruikelijke 16 deelnemers in de andere World Series of Darts toernooien. De deelnemers waren:
- Michael van Gerwen
- Phil Taylor
- Gary Anderson
- Adrian Lewis
- Peter Wright
- James Wade
- Stephen Bunting
- Raymond van Barneveld